# SWEEPS-04

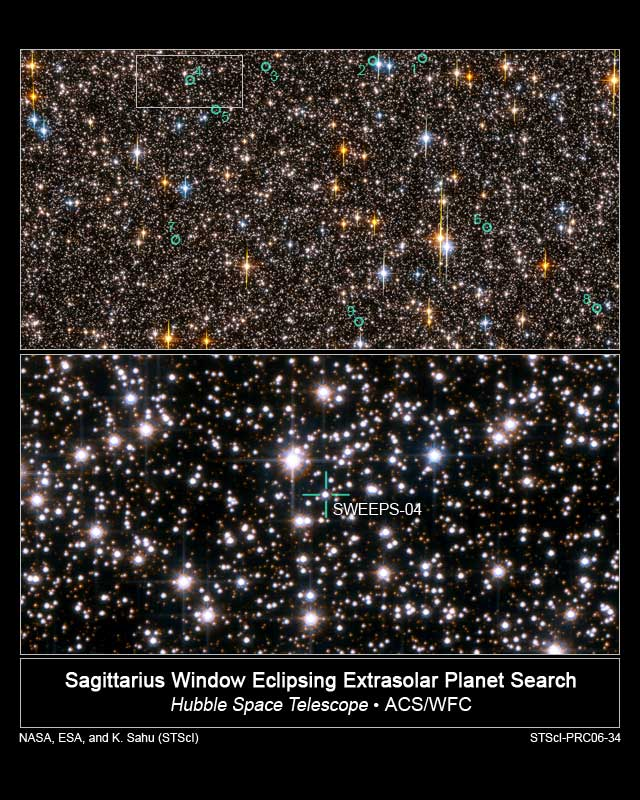
Bild av SWEEPS J175853.92-291120.6

SWEEPS-04 (även SWEEPS-4 b, SWEEPS J175853.92-291120.6 b) är en exoplanet som är belägen över 27.710 ljusår från Jorden i Skytten. Den kretsar runt en sol-lik stjärna, SWEEPS J175853.92-291120.6. SWEEPS-04 med SWEEPS-11 är de mest avlägsna exoplaneterna som har upptäckts. Den är en massiv planet, med en massa på nästan fyra gånger Jupiters, och eftersom den är nära sin stjärna, är den förmodligen varm och obeboelig.